# Adelognathus elongator
Adelognathus elongator är en stekelart som beskrevs av Dmitriy R. Kasparyan 1990. Adelognathus elongator ingår i släktet Adelognathus och familjen brokparasitsteklar. Utöver nominatformen finns också underarten A. e. kalgaensis.